# Neospegazzinia pulchra
Neospegazzinia pulchra är en svampart som beskrevs av Petr. & Syd. 1936. Neospegazzinia pulchra ingår i släktet Neospegazzinia, divisionen sporsäcksvampar och riket svampar.   Inga underarter finns listade i Catalogue of Life.